# Eburodacrys amazonica
Eburodacrys amazonica là một loài bọ cánh cứng trong họ Cerambycidae.